# Trude Beiser
Trude Beiser, född 2 september 1927 i Lech am Arlberg, är en österrikisk före detta alpin skidåkare.
Beiser blev olympisk mästare i störtlopp vid vinterspelen 1952 i Oslo.